# Babinec (Rimavská Sobota)
Babinec es un municipio del distrito de Rimavská Sobota en la región de Banská Bystrica, Eslovaquia, con una población estimada a final del año 2024 de 66 habitantes.
Se encuentra ubicado al este de la región, en la cuenca hidrográfica del río Sajó —un afluente derecho del río Tisza— y cerca de la frontera con la región de Košice y con Hungría.

## Demografía
| Año        | 1994 | 2004     | 2014    | 2024    |
| ---------- | ---- | -------- | ------- | ------- |
| Población  | 104  | 74       | 71      | 66      |
| Diferencia |      | −28,84 % | −4,05 % | −7,04 % |

| Año        | 2023 | 2024    |
| ---------- | ---- | ------- |
| Población  | 64   | 66      |
| Diferencia |      | +3,12 % |